# Muskebi
Muskebi o Musgebi es un yacimiento arqueológico ubicado en la costa occidental de Turquía, en el lugar que actualmente recibe el nombre de Ortakent, cerca de la ciudad de Bodrum que antiguamente tenía el nombre de Halicarnaso. 
En este yacimiento arqueológico se ha hallado una necrópolis con numerosas tumbas de cámara micénicas. En concreto, se estima que su origen es del siglo XV a. C. Entre las prácticas funerarias que se observan en esta necrópolis también se hallan signos del uso de la cremación.
Los hallazgos incluyen piezas de cerámica —píxides, quílices, ánforas, pithos, alabastrones o trípodes, entre otros tipos— de periodos comprendidos entre el Heládico Tardío IIIA y el Heládico Tardío IIIC. 
Este yacimiento arqueológico ha sido excavado entre 1963 y 1966 por Yusuf Boysal.